# Robert Reginald
Robert Reginald (geboren am 11. Februar 1948 in Fukuoka, Japan; gestorben am 20. November 2013 in San Bernardino, Kalifornien) war ein amerikanischer Bibliograph, Autor, Herausgeber und Verleger im Bereich der Science-Fiction und Fantasy.
Sein wirklicher Name war Michael Roy Burgess, er veröffentlichte aber ganz überwiegend unter dem Pseudonym Robert Reginald. Neben diesem verwendete er eine Reihe weiterer Pseudonyme.

## Leben
Burgess wurde auf der Insel Kyushu in Japan geboren, wo sein Vater, 1st Lt. Walter Burgess mit der US Air Force auf der Itazuke Air Force Base, dem heutigen Flughafen Fukuoka, stationiert war. Seine Mutter war Betty Jane, geborene Kapel.
1949 wurde sein Vater nach Oakland in Kalifornien verlegt, danach in Standorte in Massachusetts, Izmir in der Türkei und schließlich nach Wichita, Kansas, wo Burgess ab 1961 die Chaplain Kapaun Memorial High School besuchte.
Nach dem Abschied seines Vaters aus der Air Force zog die Familie nach Spokane, Washington, wo Burgess die Gonzaga Preparatory School, eine katholische Privatschule, besuchte.
Ab 1965 studierte Burgess mit einem Stipendium Englisch und Altgriechisch an der Gonzaga University in Spokane. 1968 veröffentlichte er seinen ersten Artikel, eine kritische Abhandlung zur Geschichte der Science-Fiction, unter dem Pseudonym R. Reginald, das er fortan für seine Veröffentlichungen zu verwenden beschloss.
Im gleichen Jahr besuchte er seine erste SF-Convention, die BayCon in Berkeley, und fasste das Projekt einer SF-Biobibliographie ins Auge;

„It occurred to me that no one had ever compiled a ‘Who’s Who’ of the science-fiction field. I bounced the idea off Emil on a bus ride from San Francisco to Berkeley, and he thought it was a good idea. So I did it. I learned more from putting that first book together than from any writing class I took at Gonzaga, however worthy.“

„Es fiel mir auf, dass noch niemand ein „Who’s Who“ der Science-Fiction zusammengestellt hatte. Auf einer Busreise von San Francisco nach Berkeley ventilierte ich die Idee mit Emil [=Emil Petaja], der sie gut fand. Das war sie auch. Beim Schreiben dieses ersten Buches lernte ich mehr als in irgendeiner noch so wertvollen Vorlesung in Gonzaga.“

Er versandte 500 Fragebögen an SF-Autoren und reichte das Resultat, eine Sammlung von 483 Bibliographien und 308 Biographien, als Studienarbeit ein.
1969 schloss er mit dem Bachelor ab und begann mit einem weiteren Stipendium an der University of Southern California Bibliothekswissenschaft zu studieren. Im gleichen Jahr lernte er Douglas Menville kennen, mit dem zusammen er eine ganze Reihe von Büchern herausgeben sollte.
1970 schloss Reginald mit dem Master ab und trat eine Stelle als Bibliothekar an der California State University (Cal State) in San Bernardino an, wo er bis 1991 arbeiten sollte. Das Resultat seines Studienprojekts erschien 1970 als Stella Nova: The Contemporary Science Fiction Authors unter Reginalds Imprint Unicorn & Sons. Zusammen mit Menville wurde er Herausgeber des Fantasy-Magazins Forgotten Fantasy: Classics of Science Fiction and Fantasy, das aber nach fünf Ausgaben eingestellt wurde, die Zusammenarbeit wurde aber fortgesetzt: Von 1971 bis 1980 war Reginald zusammen mit Menville das Herausgeberteam des Verlags Newcaste Publishing, wo auch die Reihe Newcastle Forgotten Fantasy Library erschien, in der die Werke zu jener Zeit zu Unrecht vergessener Autoren wie Henry Rider Haggard und William Morris nachgedruckt wurden.
Mit dem Verlag Gale Research schloss Reginald 1970 Verträge über zwei bibliographische Projekte ab, nämlich eine umfassende Bibliographie der SF-Literatur sowie eine Bibliographie der zwischen 1939 und 1959 erschienenen Taschenbuchreihen, die als Cumulative Paperback Index, 1939–1959 1973 erschien.
1974 erhielt er die Festanstellung an der Cal State. Im gleichen Jahr begann er zusammen mit Menville bei der Arno Press eine SF-Buchreihe herauszugeben. Dort erschien auch Stella Nova 1975 in zweiter Auflage unter dem Titel Contemporary Science Fiction Authors.
1975 gründete Reginald mit den Tantiemen von Gale den Kleinverlag The Borgo Press, wobei der Vertrieb zunächst über Newcastle Publishers lief. Im folgenden Jahr heiratete er Mary Alice Rogers, geborene Wickizer, die zwei Kinder aus erster Ehe mitbrachte. Bis 1999, als der Verlag liquidiert wurde, brachten Reginald und Mary Burgess bei Borgo Press über 300 Titel heraus. 2003 wurde Borgo Press als Imprint von Wildside Press wiederbelebt.
1979 erschien dann bei Gale Science Fiction and Fantasy Literature. A Checklist, 1700–1974 with contemporary science fiction authors II, neben den früheren Arbeiten von Everett Franklin Bleiler und Donald H. Tuck weiterhin ein unverzichtbares Referenzwerk, insbesondere durch die relativ detaillierten Angaben zu Familie und Lebenslauf in den Kurzbiografien und die ergänzenden Fragebogen-Antworten der Biographierten. Der Nachfolgeband Science Fiction and Fantasy Literature 1975–1991 erschien 1992 und war für den Locus Award 1993 nominiert.
1981 wurde Burgess außerordentlicher Professor und 1984 ordentlicher Professor an der Cal State. Er war zuletzt leitender Bibliothekar der dortigen Pfau Library. 2010 wurde er emeritiert.
2013 starb Burgess im Alter von 65 Jahren an Herzversagen, nachdem er schon 2003 einen schweren Herzanfall erlitten hatte.

## Bibliographie

### Sachliteratur
- Stella Nova: The Contemporary Science Fiction Authors (1970, 2. Aufl. 1975 als Contemporary Science Fiction Authors)
- Cumulative Paperback Index, 1939–1959 (1973, als M. R. Burgess und R. Reginald)
- Science Fiction: 62 Books (1975, mit Douglas Menville)
- Supernatural & Occult Fiction: 63 Books (1976, mit Douglas Menville)
- Things to Come: An Illustrated History of the Science Fiction Film (1977, mit Douglas Menville)
- Lost Race and Adult Fantasy Fiction: 69 Books (1978, mit Douglas Menville)
- Science Fiction and Fantasy Literature: A Checklist, 1700-1974, with Contemporary Science Fiction Authors II (1979)
- Science Fiction & Fantasy Awards (1981, 2. Aufl. 1991 als Reginald’s Science Fiction and Fantasy Awards, als Robert Reginald und Daryl F. Mallett)
- The House of the Burgesses : being a genealogical history of Edward Burgess of King George and Stafford counties, Virginia, with his sons … (1983)
- A Guide to Science Fiction & Fantasy in the Library of Congress Classification Scheme (1984, als Michael Burgess)
- Futurevisions: The New Golden Age of the Science Fiction Film (1985, mit Mary Wickizer Burgess und Douglas Menville)
- Mystery and Detective Fiction in the Library of Congress Classification Scheme (1987, als Michael Burgess, 2. Aufl. 2011)
- A Guide to Science Fiction and Fantasy in the Library of Congress Classification Scheme, Second Edition (1988, 2. erw. Aufl. 1988)
- Reference Guide to Science Fiction, Fantasy, and Horror (1992, als Michael Burgess)
- Science Fiction and Fantasy Literature 1975 - 1991: A Bibliography of Science Fiction, Fantasy, and Horror Fiction Books and Nonfiction Monographs (1992)
- St. James Guide to Science Fiction Writers (1995)
- BP 250: An Annotated Bibliography of the First 250 Publications of the Borgo Press, 1975-1996 (1996, mit Mary Wickizer Burgess)
- Xenograffiti: Essays on Fantastic Literature (1996)
- Codex Derynianus (1998, mit Katherine Kurtz, erweiterte Ausgabe 2005)
- Reference Guide to Science Fiction, Fantasy and Horror: Second Edition (2002, mit Lisa R. Bartle, als Michael Burgess)
- Murder in Retrospect: A Selective Guide to Historical Mystery Fiction (2005, mit Jill H. Vassilakos, als Michael Burgess)
- Classics of Fantastic Literature; or, Les Épines Noires: Selected Review Essays (2005, mit Douglas Menville)
- Trilobite Dreams; or, The Autodidact’s Tale: A Romance of Autobiography (2006)
- BP 300: An Annotated Bibliography of the First 300 Publications of the Borgo Press, 1975-1998 (2007, mit Mary Wickizer Burgess)
- Contemporary Science Fiction Authors (2009)
- Science Fiction & Fantasy Book Review: The Complete Series, Vol. I, No. 1-Vol. II, No. 13, January 1979-February 1980 (2009, mit Neil Barron)
- Choice Words: The Borgo Press Book of Writers Writing on Writing (2010)
- The Coyote Chronicles: A Chronological History of California State University, San Bernardino, 1960-2010 (2010, als Michael Burgess)

An Annotated Bibliography & Guide
- The Work of Jeffrey M. Elliot: An Annotated Bibliography & Guide (1984, als Boden Clarke)
- The Work of R. Reginald: An Annotated Bibliography and Guide (1985, mit Jeffrey M. Elliot, als Michael Burgess, 2. Aufl. 1992)
- The Work of Julian May: An Annotated Bibliography & Guide (1985, mit T. E. Dikty)
- The Work of George Zebrowski: An Annotated Bibliography & Guide (1986, mit Jeffrey M. Elliot)
- The Work of William F. Nolan: An Annotated Bibliography & Guide (1988, mit William F. Nolan, als Boden Clarke und James Hopkins)
- The Work of Ian Watson: An Annotated Bibliography & Guide (1989, mit Douglas A. Mackey, als Boden Clarke)
- The Work of Pamela Sargent: An Annotated Bibliography and Guide (1990, mit Jeffrey M. Elliot, als Boden Clarke)
- The Work of Jack Dann: An Annotated Bibliography (1990, mit Jeffrey M. Elliot, als Boden Clarke)
- The Work of Katherine Kurtz: An Annotated Bibliography & Guide (1993, mit Mary Wickizer Burgess, als Boden Clarke)

### Anthologien
- Ancestral Voices: An Anthology of Early Science Fiction (1975, mit Douglas Menville)
- Ancient Hauntings (1976, mit Douglas Menville)
- Phantasmagoria (1976, mit Douglas Menville)
- R.I.P.: Five Stories of the Supernatural (1976, mit Douglas Menville)
- The Spectre Bridegroom and Other Horrors (1976, mit Douglas Menville)
- Dreamers of Dreams: An Anthology of Fantasy (1978, mit Douglas Menville)
- King Solomon’s Children: Some Parodies of H. Rider Haggard (1978, mit Douglas Menville)
- They: Three Parodies of H. Rider Haggard’s She (1978, mit Douglas Menville)
- Worlds of Never: Three Fantastic Novels (1978, mit Douglas Menville)
- Whodunit? The First Borgo Press Book of Crime and Mystery Stories (2011)
- More Whodunits: The Second Borgo Press Book of Crime and Mystery Stories (2011)
- The Dog Megapack: 25 Curly Canine Tales, Old and New (2013, mit Mary Wickizer Burgess)
- The Horse Story Megapack: 25 Exciting Equine Tales, Old and New (2013, mit Mary Wickizer Burgess)
- The Doll Story Megapack: 25 Delightful Tales, Old and New (2013, mit Mary Wickizer Burgess)

Borgo Press Book of Science Fiction Stories
- 1 Yondering: The First Borgo Press Book of Science Fiction Stories (2011)
- 2 To the Stars—and Beyond: The Second Borgo Press Book of Science Fiction Stories (2011)
- 3 Once Upon a Future: The Third Borgo Press Book of Science Fiction Stories (2011)

Cat Megapack
- 1 The Cat Megapack: Frisky Feline Tales, Old and New (2013, mit Mary Wickizer Burgess und John Gregory Betancourt)
- 2 The Second Cat Megapack: Frisky Feline Tales, Old and New (2013, mit Mary Wickizer Burgess)

Christmas Megapack
- 1 The Christmas Megapack (2012, mit Mary Wickizer Burgess und John Gregory Betancourt)
- 2 The Second Christmas Megapack: Yuletide Stories (2012, mit Mary Wickizer Burgess)

### Belletristik
Serien
Phantom Detective
- The Phantom’s Phantom: A Novel of the Phantom Detective Agency: As Taken from the Case Files of Richard Curtis Van Loan, the Phantom (2007)
- The Nasty Gnomes: A Novel of the Phantom Detective Agency: As Taken from the Case Files of Richard Curtis Van Loan, the Phantom (2008)

Nova Europa-Fantasy-Saga
- 1 Melanthrix the Mage: The Hieromonk’s Tale, Book One (2011)
- 2 Killingford: The Hieromonk’s Tale, Book Two (2012)
- 3 Ware the Dark-Haired Man: The Hieromonk’s Tale, Book Three (2013)
- 10 The Cracks in the Æther: The Hypatomancer’s Tale, Book One (2011)
- 11 The Pachyderms’ Lament: The Hypatomancer’s Tale, Book Two (2011)
- 12 The Fourth Elephant’s Egg: The Hypatomancer’s Tale, Book Three (2011)
- The Dark-Haired Man, or, The Hieromonk’s Tale: A Romance of Nova Europe (2004)
- The Exiled Prince, or, The Archquisitor’s Tale: A Romance of Nova Europa (2004)
- Quæstiones, or, The Protopresbyter’s Tale: A Romance of Nova Europa (2005)

War of Two Worlds
- 1 Invasion! Earth vs. the Aliens (2007)
- 2 Operation Crimson Storm (2007)
- 3 The Martians Strike Back! (2007)
- Invasion! Earth vs. the Aliens (2007, Sammelausgabe von 1–3)

Romane
- Academentia: A Future Dystopia (2001)
- Knack' Attack (The Human-Knacker War #2, 2010)

Sammlungen
- Katydid & Other Critters: Tales of Fantasy and Mystery (2001)
- The Elder of Days: Tales of the Elders (2010)
- The Judgment of the Gods and Other Verdicts of History (2011)

Kurzgeschichten
- The Attempted Assassination of John F. Kennedy: A Political Fantasy (1976, auch als Lucas Webb)
- Up Your Asteroid (1977, als C. Everett Cooper)
- If J.F.K. Had Lived: A Political Scenario (1982, mit Jeffrey M. Elliot)
- A Little Light Reading (1985)
- Occam’s Razor (1998)
- Hell’s Belles (1998)
- A Matter of Time: A Romance of Genealogy (2001)
- A Spear of Asparagus (2001)
- Academentia: A Fytte in Nine (2001)
- Ad Gehennam Tecum (2001)
- After All (2001)
- Boneyard (2001)
- Bugs (2001)
- Dead Librarians (2001)
- Dog Eat Dog: A Christmas Tale (2001)
- Eldering (2001)
- Incognito (2001)
- Katydid (2001)
- Saving Jane Austen (2001)
- Occam’s Treasure (2002)
- Rÿna’s Dolls (2004)
- The Judgment of the Gods (2005)
- Occam’s Measure (2011)
- Nipper ... Nip .. Nip (2013)
- Cat Burglar (2013)
- The Sound of the Barkervilles (2013)
- Horse Latitudes: Return to the Country of the Houyhnhnms (2013)
- Dolly Putin (2013)